# Pomnik ku czci bohaterskich żołnierzy w Kowalowie
Pomnik w Kowalowie – pomnik wzniesiony ku czci żołnierzy walczących z okupantem hitlerowskim na ziemi opoczyńskiej w czasie II wojny światowej.

## Wygląd pomnika
Budowla znajduje się na niewielkiej polanie przy drodze leśnej łączącej Ossę i Sobień, około 800 m na północny zachód od wsi Sobień, na terenie Leśnictwa Kowalów. Składa się z kilku elementów:  
- W części środkowej znajduje się odsłonięta w 1992 r. pionowa płyta poświęcona „przebywającym i walczącym na ziemi opoczyńskiej w latach 1939–1945 partyzanckim pułkom Armii Krajowej”.
- Poniżej umieszczono poziomą płytę poświęconą „poległym na polu chwały i męczeństwa”.
- 9 maja 1993 r. odsłonięto dobudowaną z tyłu „ścianę pamięci” oraz symboliczne urny zawierające prochy poległych partyzantów zebrane z pól bitewnych w Anielinie, Gałkach Krzczonowskich, Kawęczynie, Sobieniu, Skroninie, Szarbsku, Diablej Górze, Klewie, Łubach Sobieńskich, Kluczowej, Gielniowie, Stefanowie, Mechlinie i Przysusze[1].

Całość otoczona jest z trzech stron niskim murkiem z polnych kamieni. Pomnik zaprojektował leśniczy por. Józef Kapusta ps. „Fuzja”, prezes ŚZŻAK w Opocznie. Za jego budowę odpowiedzialny był st. sierż. Stanisław Białecki ps. „Oskar”, członek zarządu ŚZŻAK w Opocznie. Fundatorami pomnika byli: mgr inż. Jan Madej „Modexglas” Grudzeń-Las, Urząd Miasta i Gminy Opoczno, Urząd Gminy Białaczów, Urząd Gminy Żarnów, Rejon Dróg Publicznych w Opocznie, Przedsiębiorstwo Budownictwa Rolniczego Opoczno, społeczeństwo ziemi opoczyńskiej i żołnierze ŚŻŻAK w Opocznie. 

### Część środkowa – pionowa płyta
Część środkowa pomnika to ustawiony pionowo blok piaskowca o wysokości ok. 2 m. Od góry zakończony jest daszkiem z małym metalowym krzyżem na szczycie. W górnej części przedniej ściany kamiennego bloku znajduje się metalowa płaskorzeźba przedstawiająca wizerunek polskiego orła wojskowego. Poniżej umieszczono metalową płytę z symbolem Polski walczącej, fragmentem wiersza Zbigniewa Kabaty ps. „Bobo” „Armio Krajowa” i inskrypcją:
...Nas nie stanie, lecz Ty nie zginiesz.
Pieśń Cię weźmie, legenda przechowa.
Wichrem chwały w historii popłyniesz,
Armio Krajowa...
W latach 1939–1945 przebywały i walczyły na ziemi opoczyńskiej partyzanckie pułki Armii Krajowej
– Wydzielony Oddział Wojska Polskiego mjr. „Hubala”.
– 2 P.P. AK Legionów
– 3 P.P. AK
– 25 P.P. AK
– 72 P.P. AK
– Nowogródzkie Zgrupowanie AK – „Doliny”
Cześć ich pamięci
W 50-lecie Armii Krajowej członkowie Światowego Związku Żołnierzy Armii Krajowej, mieszkańcy ziemi opoczyńskiej

A.D. 1992
Po lewej stronie metalowej płyty umieszczono odznakę Oddziału Partyzanckiego Armii Krajowej „Henryk”.
U podstawy kamiennego bloku ustawiono pionowo 8 mosiężnych łusek dużego kalibru wypełnionych ziemią z pól bitewnych: Anielin – 30 IV 1940, Gałki Kszczonowskie – 15 V 1940, Kawęczyn – 12 VIII 1940, Szarbsko – 13 IX 1943, Diabla Góra–Klew – 23 X 1943, Łuby Sobieńskie, Sobień, Skronina – 9 V 1944, Kluczowa – 14 VII 1944, Gielniów – 23 IX 1944, Stefanów, Mechlin, Gałki – 26 IX 1944, Przysucha – 27 IX 1944. Są to symboliczne urny zawierające prochy poległych partyzantów.

### Część środkowa – pozioma płyta
Przed pionowym blokiem kamiennym umieszczono poziomą metalową płytę z inskrypcją:
Polegli na polu chwały i męczeństwa
gen. dyw. „Grot” Stefan Rowecki główny k-ndt AK zamordowany przez Gestapo
gen. dyw. „Niedźwiadek” Leopold Okulicki  ost. k-ndt AK zamordowany przez NKWD
gen. bryg. „Nil” August Emil Fieldorf k-ndt gł. Kedywu zamordowany przez UB
mjr. „Leśniak” Rudolf Majewski d-ca 25 P.P. AK zamordowany przez UB
partyzanci oddziału „Błysk”, którego cały skład osobowy – 16 żołnierzy i 3 mieszkańców wsi Łuby Sobańskie poległo w walce z Niemcami w dniu 9 V 1944
partyzanci z oddziału „Henryka” polegli w walce z okupantem w leśnicz. Kowalów i na stacji kolejowej Petrykozy
partyzanci rozstrzelani na terenie majątku Białaczów w dniu 15 XII 1944
23 mieszkańców wsi Sobień w wieku od 2 do 51 lat, 17 mieszkańców wsi Skroniny od 4 do 51 lat pomordowanych i spalonych podczas pacyfikacji Sobienia i Skroniny 15 III 1944
leśnicy, nauczyciele, kolejarze, pocztowcy, lekarze, pielęgniarki oraz mieszkańcy ziemi opoczyńskiej
Złożyli zwoje młode życie na ołtarzu ojczyzny.
Cześć ich pamięci
W hołdzie im – rodacy i koledzy.

### Ściana pamięci
Z tyłu za centralną częścią pomnika znajduje się „ściana pamięci” o szerokości ok. 4 m i wysokości ok. 2,4 m. Na szczycie ściany ustawiono po bokach dwie metalowe rzeźby przedstawiające kotwice – symbole Polski walczącej. Na frontowej powierzchni ściany pamięci umieszczono metalowe płaskorzeźby dwóch odznaczeń wojskowych: po lewej stronie Krzyża Walecznych z 1944 r., a po prawej orderu Virtuti Militari. Pozostałą powierzchnię zajmuje kilkadziesiąt metalowych tabliczek upamiętniających byłych żołnierzy, partyzantów oraz osoby i organizacje związane z ziemią opoczyńską.

#### Tabliczki pod Krzyżem Walecznych
- Tabliczka pamiątkowa z okazji 70-lecia Armii Krajowej z inskrypcją: „W najbliższej okolicy w walce z wrogiem zginęli: rodzimy Oddział Partyzancki AK „Błysk” oraz plut. Marian Doniecki ps. „Bór” 25 pp AK; st. strz. Ignacy Koperkiewicz ps. „AS” Doliniak, partyzant AK; kpr. Eugeniusz Łukasik ps. „Gienek” 25 pp AK; kpr. Henryk Maćkowski ps. „Ciepły” 25 pp AK; por. Stanisław Pałuba ps. „Korczak” 25 pp AK; plut. NN ps. „Próchno” 25 pp AK; kpr. podchor. Bronisław Prawdzic-Rudzki ps. „Prawdzic” 25 pp AK; por. Witold Romer ps. „Tchórzewski”, Hubalczyk, partyzant AK; kpr. Radosław Teichert ps. „Góra” 25 pp AK; Cześć ich pamięci”.
- Ś.P. por. Tadeusz Młyńczyk ps. „Sowa” 25 pp AK
- Ś.P. ppor. Wiesław Granowski ps. „Kujawiak” 25 pp AK
- Ś.P. kpr. nawig. strz. lot. Marian Wawrzecki ps. „Lotnik”, młynarz z Ogonowic, magazynier opoczyńskiej placówki partyzantów Narodowych Sił Zbrojnych  i 25 pp AK
- kpt AK Eugeniusz hr. Gołowin  ps. „Żeńka” 1918–2011, 3 kompania lotnicza „Henryka” 25 pp AK
- Ś.P. por. Stanisław Kinderman ps. „Szczęsny” 25 pp AK
- Ś.P. por. Stanisław Ślifirski ps. „Jastrząb” 25 pp AK
- Ś.P. strz. Adam Magas ps. „Kukułka” 25 pp AK
- Ś.P. por. Stefan Fudalej ps. „Szczerbiec” zgrupowanie Żelbet, AK Kraków

#### Tabliczki pod płaskorzeźbą orderu Virtuti Militari
- XX-lecie istnienia koła Światowego Związku Żołnierzy Armii Krajowej w Opocznie 1990–2010
- ks. kan. mgr Mieczysław Głogowski honorowy kapelan koła ŚZŻAK w Opocznie
- Stanisław Kocemba ps. „Mały” por. 25 pp AK
- Ś.P. por. Zygmunt Stelmach ps. „Wir” 25 pp AK
- Ś.P. por.  Bronisław Duda ps. „Bogdan - Cygan” rozstrzelany w Tomaszowie Maz. „Na Zapiecku” w dn. 11.09.1944 r. szef Kedywu obw. Końskie d-ca Oddz. Dywers. AK
- inż. Bernard Kłodawski mjr. ps. „Binio” 3. długoletni prezes koła ŚZŻAK w Opocznie
- Ś.P. Jan Kocemba ofiarny sprzymierzeniec partyzantów głównie 25 pp AK w latach 1943–1946
- Ś.P. por. mgr Zdzisław Brzeski ps. „Topór” 25 pp AK
- Ś.P. kpt. inż. Jerzy Duda ps. „Jerzyk” 1 bat. 3 pp Leg. AK
- Ś.P. Mirosław Kopa ps. „Miron” żołnierz „Maja” 25 pp AK
- Ś.P. plut. Władysław Bajor ps. „Lis” 25 pp AK
- por. lot. Włodzimierz Koperkiewicz Opiekun Miejsc Pamięci Narodowej czł. organizacji „Czarny Orzeł”
- Ś.P. st. strz. Stanisław Knapik ps. „Bratek” 25 pp AK
- Ś.P. ppor. Michał Karpowicz ps. „Korab” 3 pp Leg. AK

#### Tabliczki w części środkowej
- Ś.P. inż. Jan Matecki ps. „Grom” kpt. 25 pp AK
- Ś.P. inż. Henryk Furmańczyk ps. „Henryk” płk. pil. obs. 25 pp AK
- Ś.P. Tadeusz Zieliński por. „Igła” 72 pp AK WiN
- Ś.P. ks. kan. Piotr Jaroszek kpt. kapelan
- Ś.P. mgr Witold Kucharski ps. „Wicher” płk. 25 pp AK
- Ś.P. Jan Seredyński ps. „Reda” płk. 25 pp AK komendant Obwodu Opoczno
- Ś.P. Stefan Bembiński ps. „Harnaś” senator RP 72 pp AK WiN
- Ś.P. mgr Zygmunt Surma ps. „Norweg” sierż. podchor. 25 pp AK
- Ś.P. Stanisław Karliński ps. „Burza” płk. 25 pp AK
- Ś.P. Tadeusz Włodarczyk ps. „Jeleń” sierż. 3 pp AK
- Ś.P. Adolf Pilch ps. „Góra - Dolina” płk. 78 pp AK
- Ś.P. Jan Włodarski ps. „Tomek” plut. podchor. 25 pp AK
- Ś.P. mgr Kazimierz Załęski ps. „Bończa” płk. 25 pp AK
- Ś.P. Józef Kapusta ps. „Fuzja” por. zgrup. AK „Ponurego - Nurta”
- Ś.P. Antoni Heda płk. „Szary” dowódca batalionu 3 pp AK
- Ś.P. dr med. Feliks Olczyk ps. „Doktor” 25 pp AK
- Ś.P. Aleksander Arkuszyński ps. „Maj” płk. 25 pp AK
- Ś.P. Józef Lasota ps. „Ziutek” sierż. 25 pp AK
- Ś.P. Czesław Waśkiewicz ps. „Przybysz” por. 25 pp AK
- Ś.P. Marek Szymański ps. „Sęp” por. oddział mjra Hubala
- Ś.P. ks. Marian Skoczowski mjr ps. „Ksawery” kapelan 25 pp AK
- Ś.P. Stanisław Białecki ps. „Oskar” st. sierż. 25 pp AK
- Ś.P. Czesław Figur ps. „Zenon” kpr. 25 pp AK
- Ś.P. Franciszek Wilk ps. „Wiarus” oddział mjra Hubala
- Ś.P. Wacław Furmańczyk ps. „Wacław” mjr 25 pp AK
- Ś.P. Marianna Białecka ps. „Beata” sanitariuszka 25 pp AK
- Ś.P. Marian Stańczykowski sierż. pch. ps. „Marek” 25 pp AK
- Ś.P. doc. Bohdan Marian Borowski ps. „Walek” ppor. 25 pp AK
- Ś.P. inż. Tadeusz Czermiński ps. „Kruk” ppor. 25 pp AK
- Ś.P. Wanda Solecka ps. „Zorza” sanitariuszka 25 pp AK
- Ś.P. mgr inż. Bogusław Bajor st. sierż. pch. ps. „Mały” 25 pp AK
- Ś.P. Stanisław Jakubczyk ps. „Tygrysek” plut. 25 pp AK
- Ś.P. inż. Lech Stolle ps. „Kotwica” kpr. 77 pp AK
- Ś.P. Gerard Grabek ps. „Grab” st. sierż. podchor. 4 pp AK
- Ś.P. Eugeniusz Choiński ps. „Burza” plut. 3 pp AK
- Ś.P. Anna Maria Jaxa - Gryf - Bąkowska ps. „Wartanjan” sanitariuszka 25 pp AK
- Ś.P. Stanisław Zalewski plut. ps. „Żbik” 25 pp AK
- Ś.P. Zygmunt Łukasik ps. „Zemsta” ppor. 25 pp AK
- Ś.P. Julian Jończyk ps. „Osa” plut. 3 pp AK
- Ś.P. Stanisław Firkowski ps. „Igła” st. strz. 25 pp AK
- Ś.P. Jan Nowakowski ps. „Upiór” sierż. 25 pp AK
- Ś.P. mgr Bożena Niemirowska Szczepańczyk ps. „Zorza” sanitariuszka 25 pp AK
- Ś.P. Witold Tyczyński ps. „Grab” kpr. 25 pp AK
- Ś.P. Edward Cieślak ps. „Sęk” strz. 25 pp AK
- Ś.P. Henryk Mieszkowski ps. „Biały” st. wachm. 25 pp AK
- Ś.P. Stanisław Jawid ps. „Zbych” kpr. 77 pp AK
- Ś.P. Stanisław Konecki ps. „Marynarz” kpr. 25 pp AK
- Ś.P. Jerzy Pałuba ps. „Miłosz” ppor. 25 pp AK
- Ś.P. Franciszek Bernacik ps. „Świder” kpr. 25 pp AK
- Ś.P. Wanda Jawid ps. „Alka” sanitariuszka 25 pp AK
- Ś.P. Władysław Mazur ps. „Zjawa” plut. 25 pp AK
- Ś.P. Tadeusz Plaza ps. „Ignac” st. sierż. 25 pp AK
- Ś.P. Jan Kmita ps. „Głaz” ppor. 25 pp AK
- Ś.P. Antonina Kocemba ps. „Ciocia” magazynier 25 pp AK
- Ś.P. Jan Bukowski ps. „Śrubka” kpr. 25 pp AK

## Galeria zdjęć

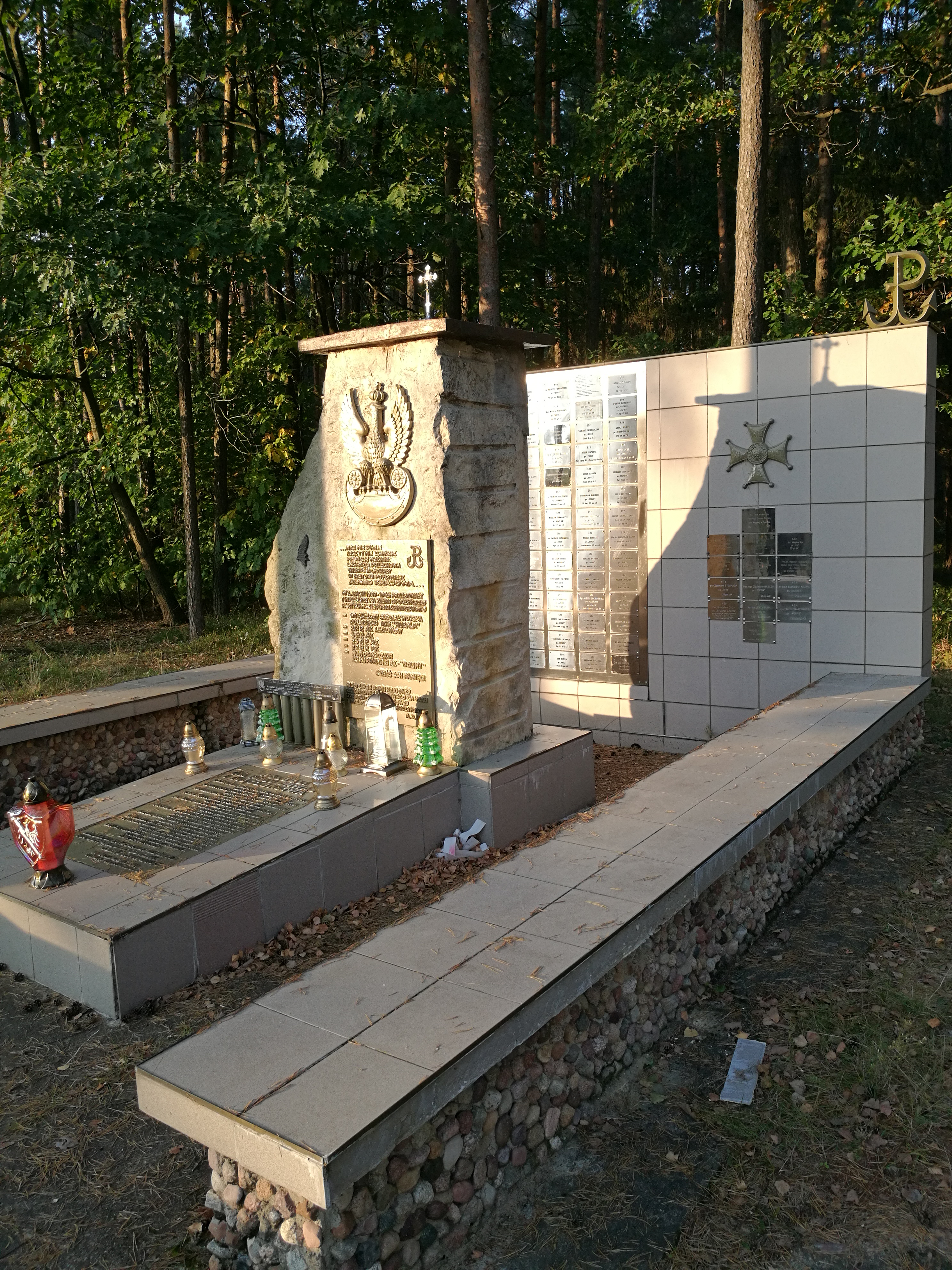
Widok ogólny z prawej strony
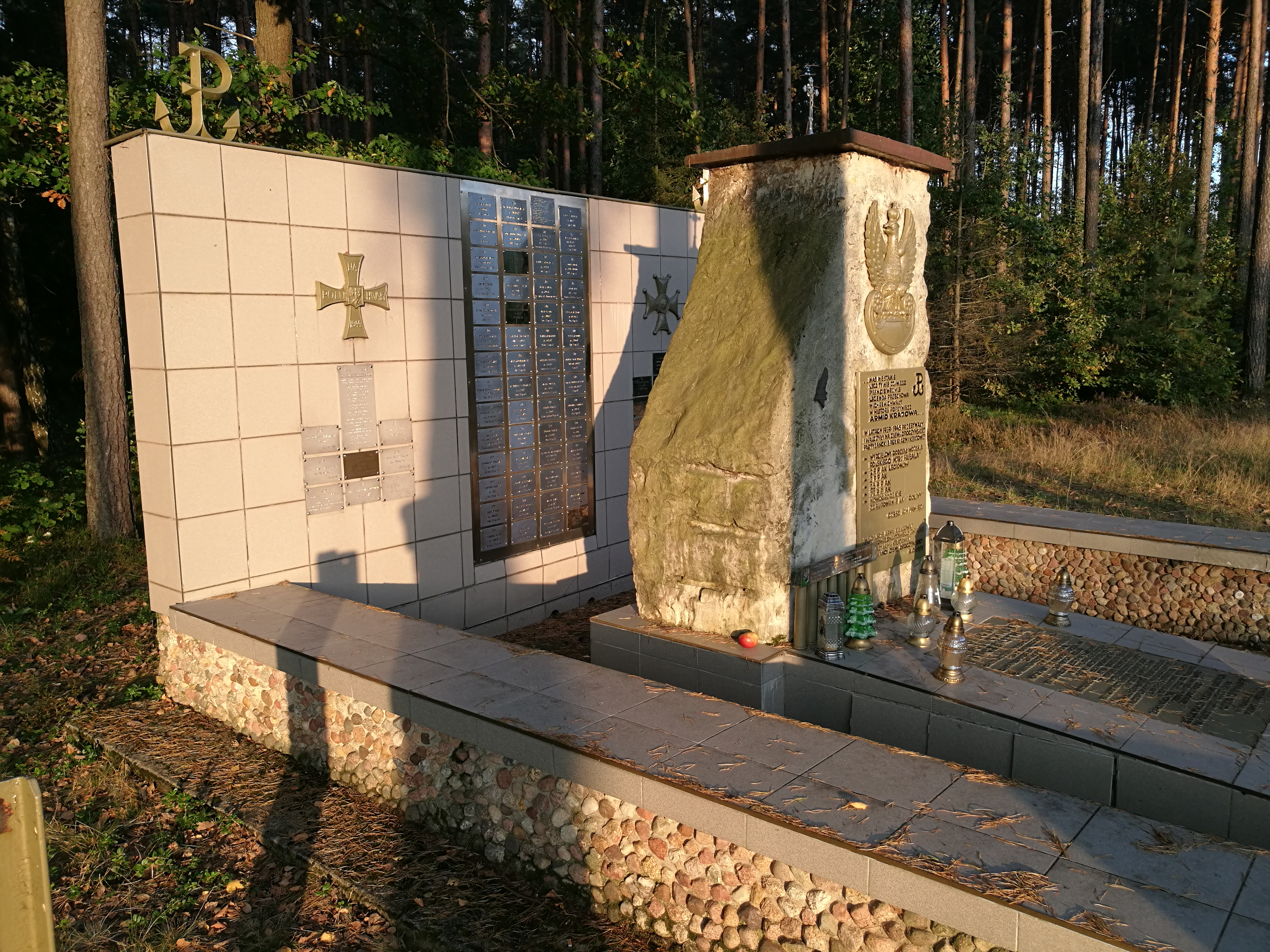
Widok ogólny z lewej strony
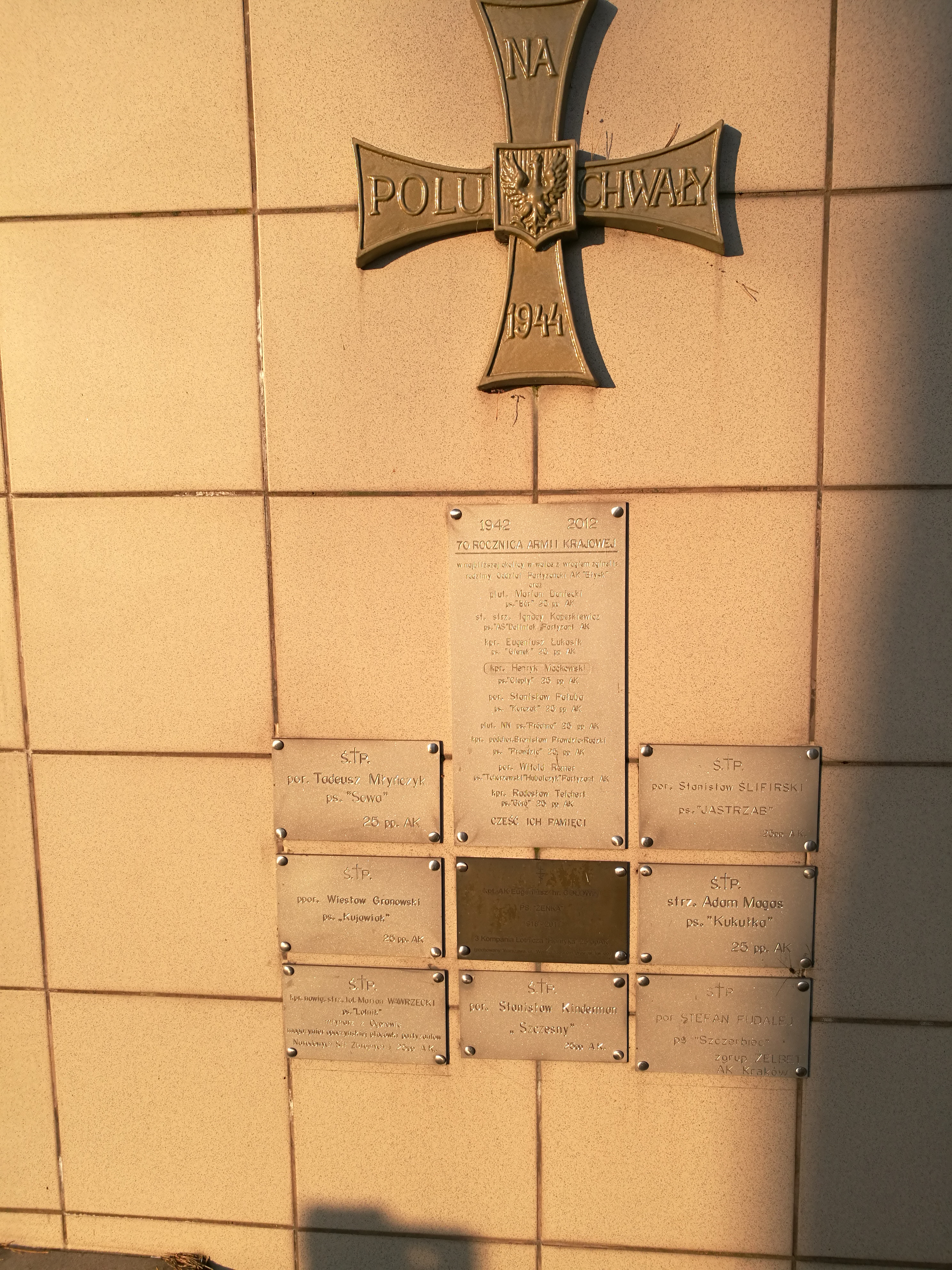
Ściana pamięci z Krzyżem Walecznych
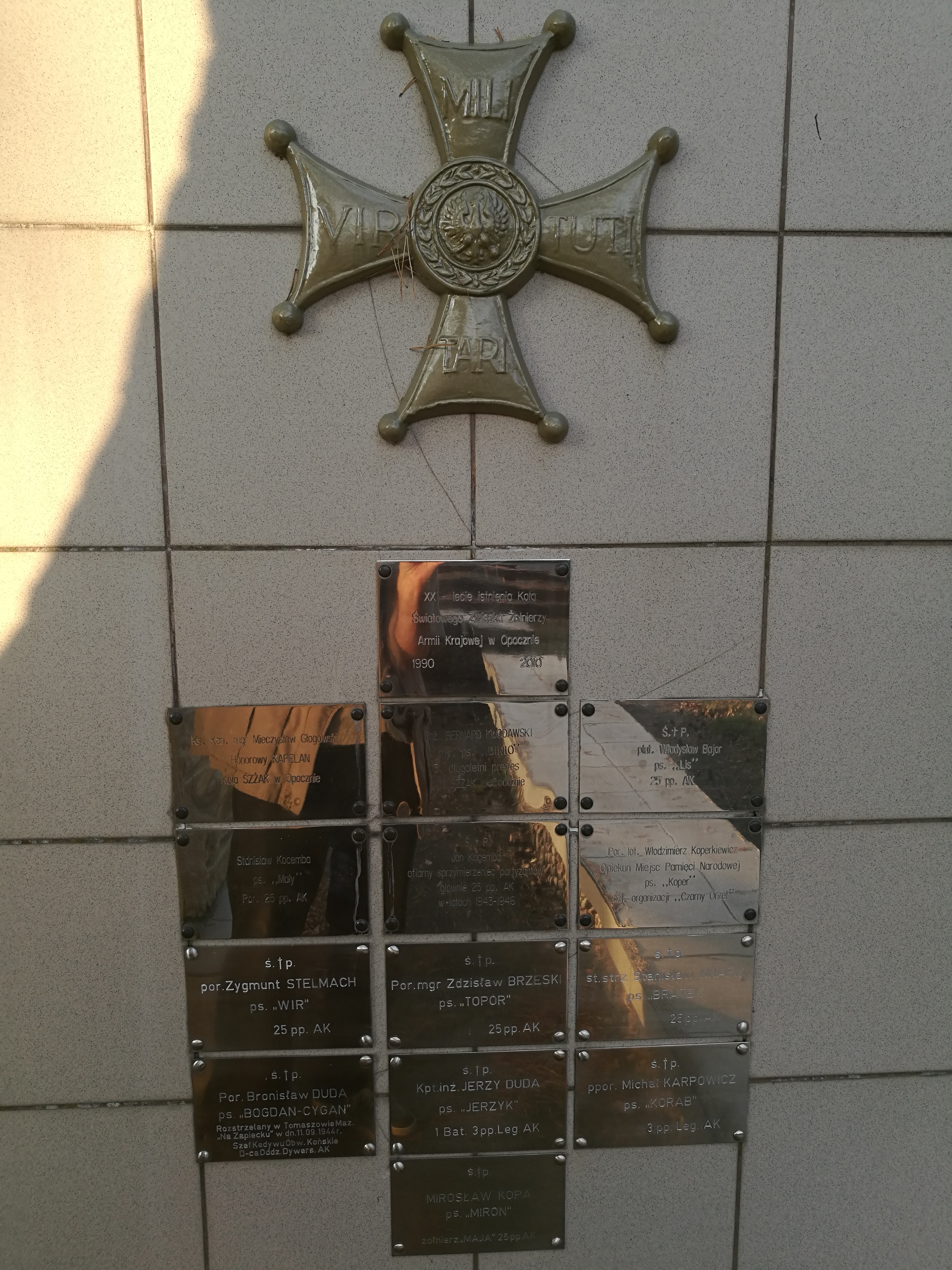
Ściana pamięci z Virtuti Militari
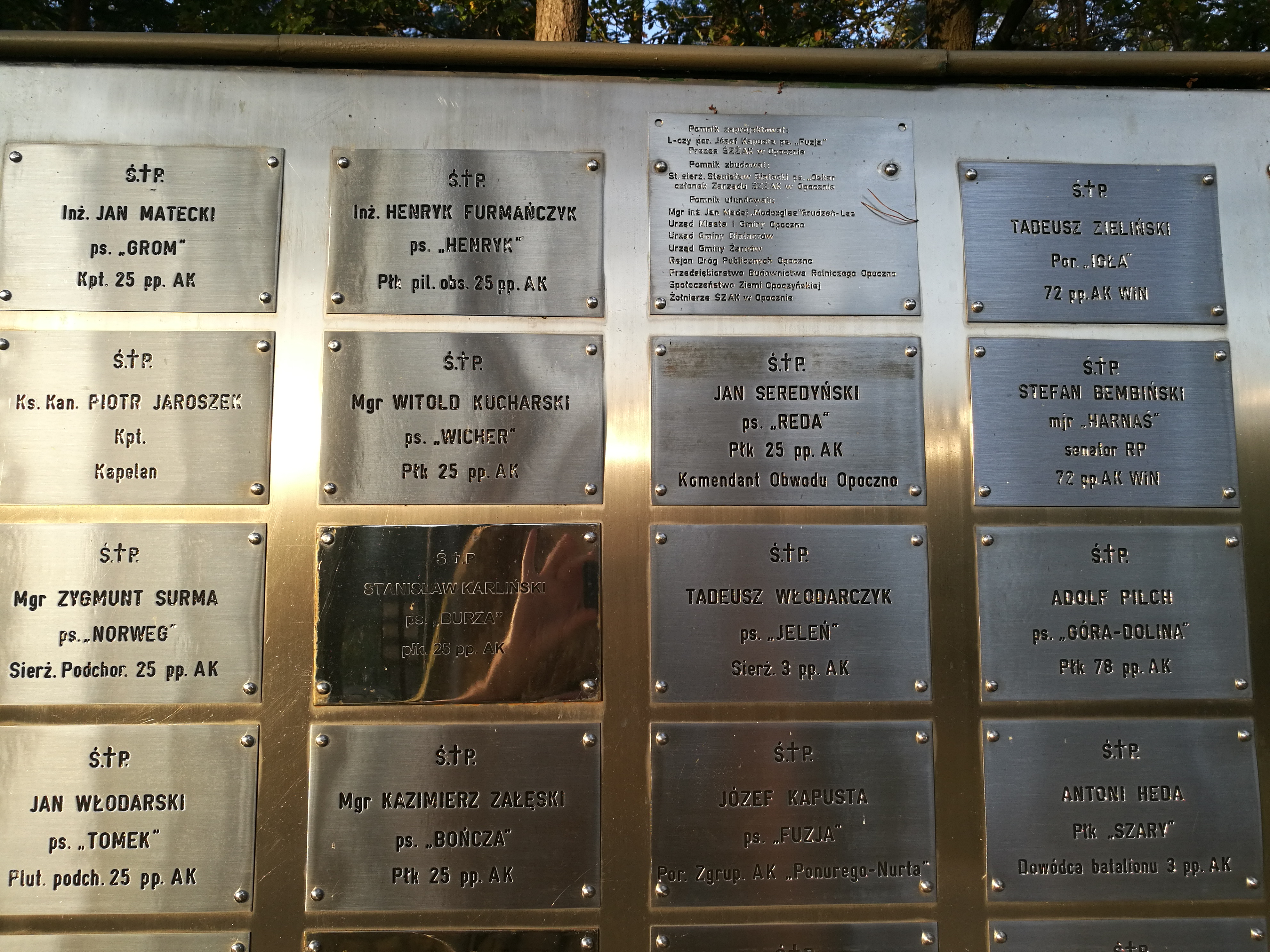
Ściana pamięci z tabliczkami
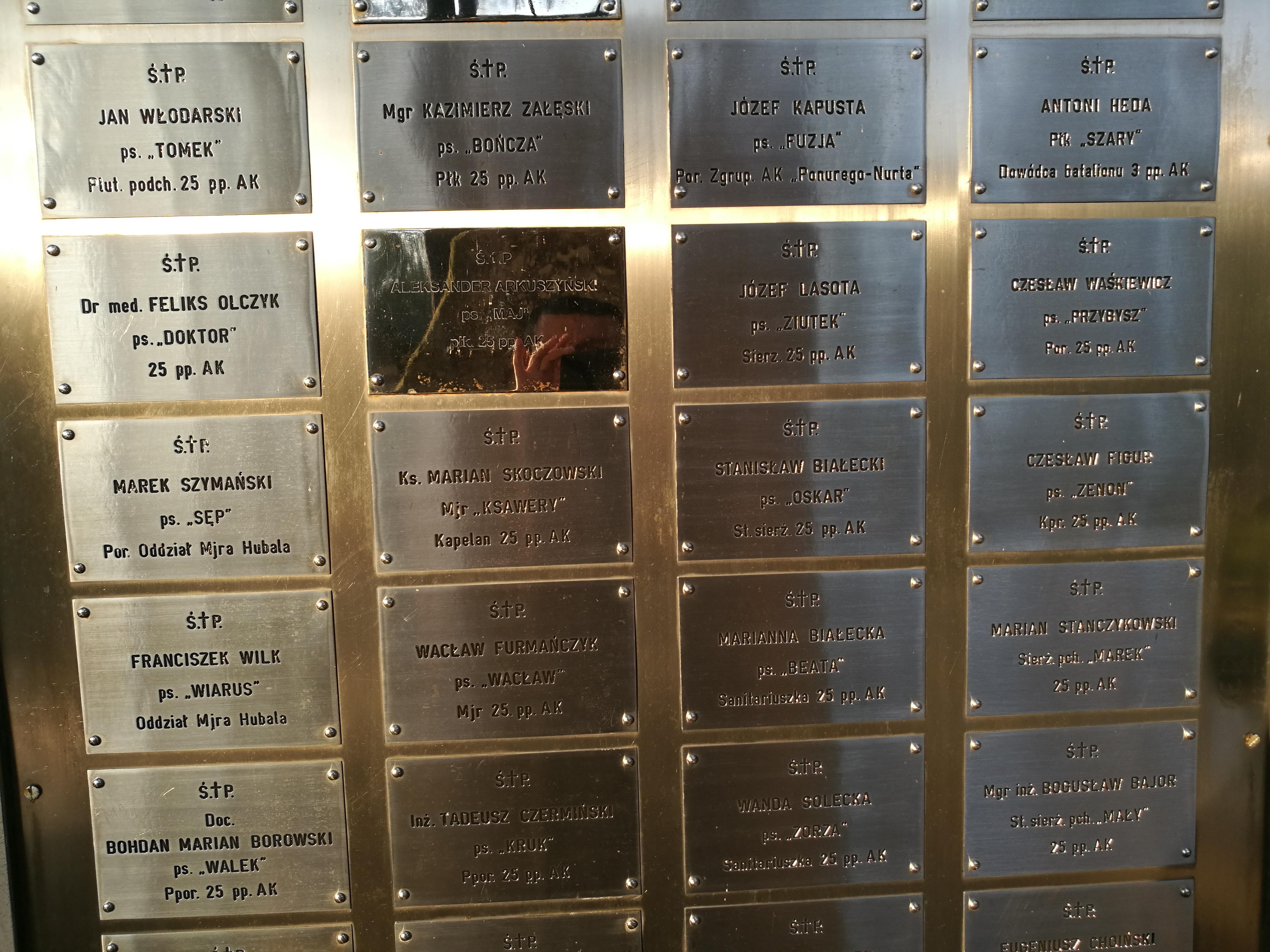
Ściana pamięci z tabliczkami - cd
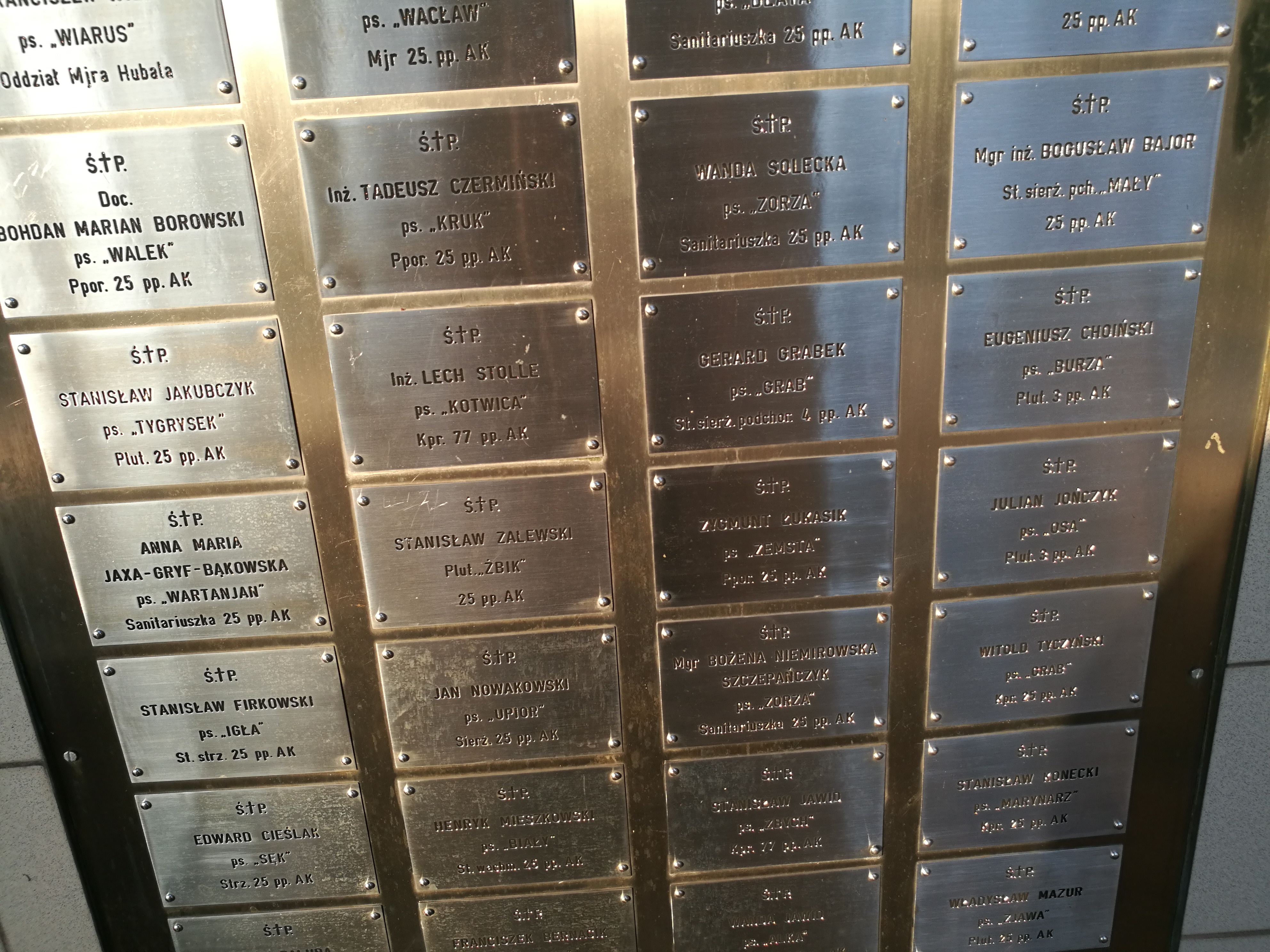
Ściana pamięci z tabliczkami - cd
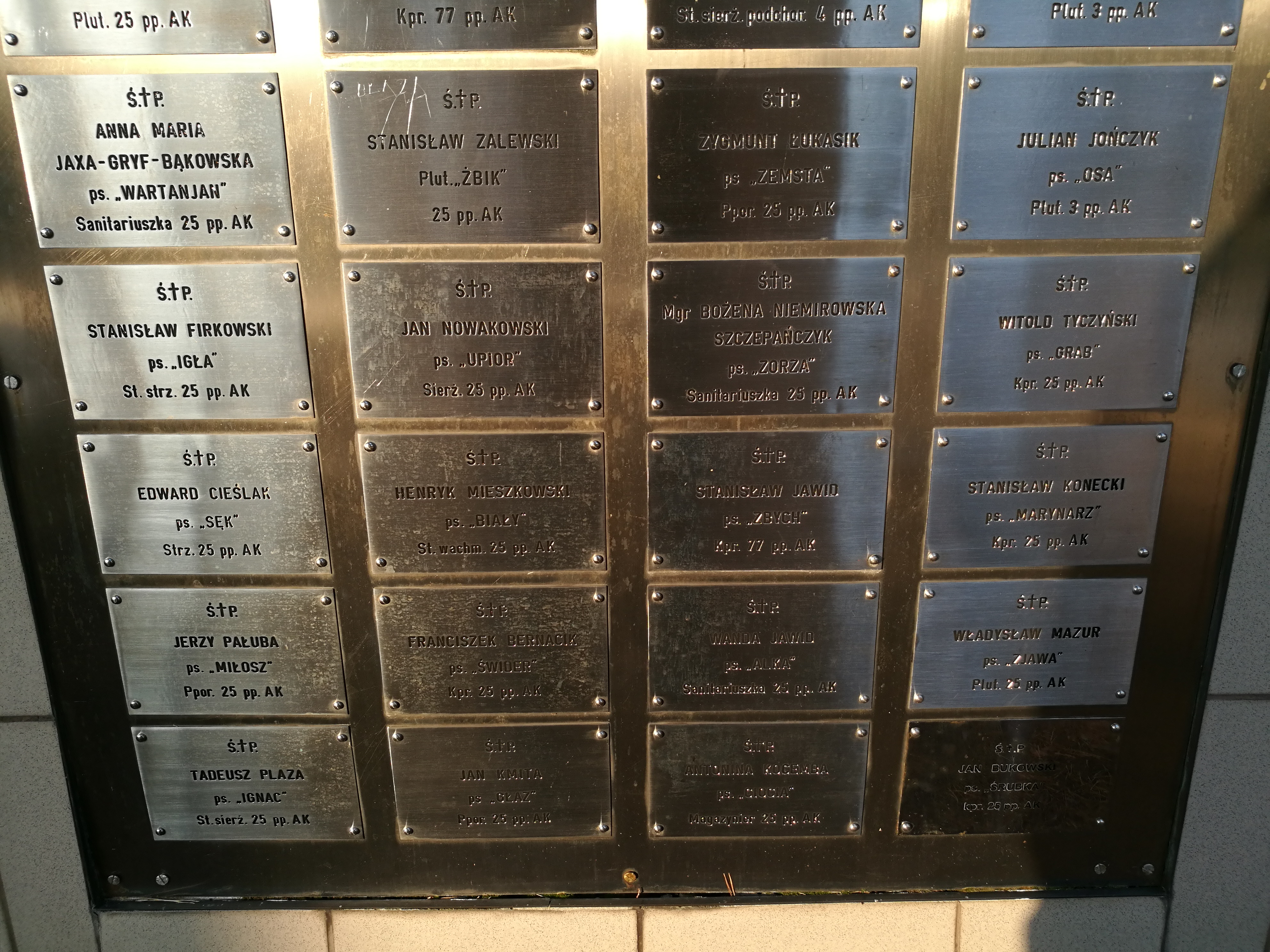
Ściana pamięci z tabliczkami - cd
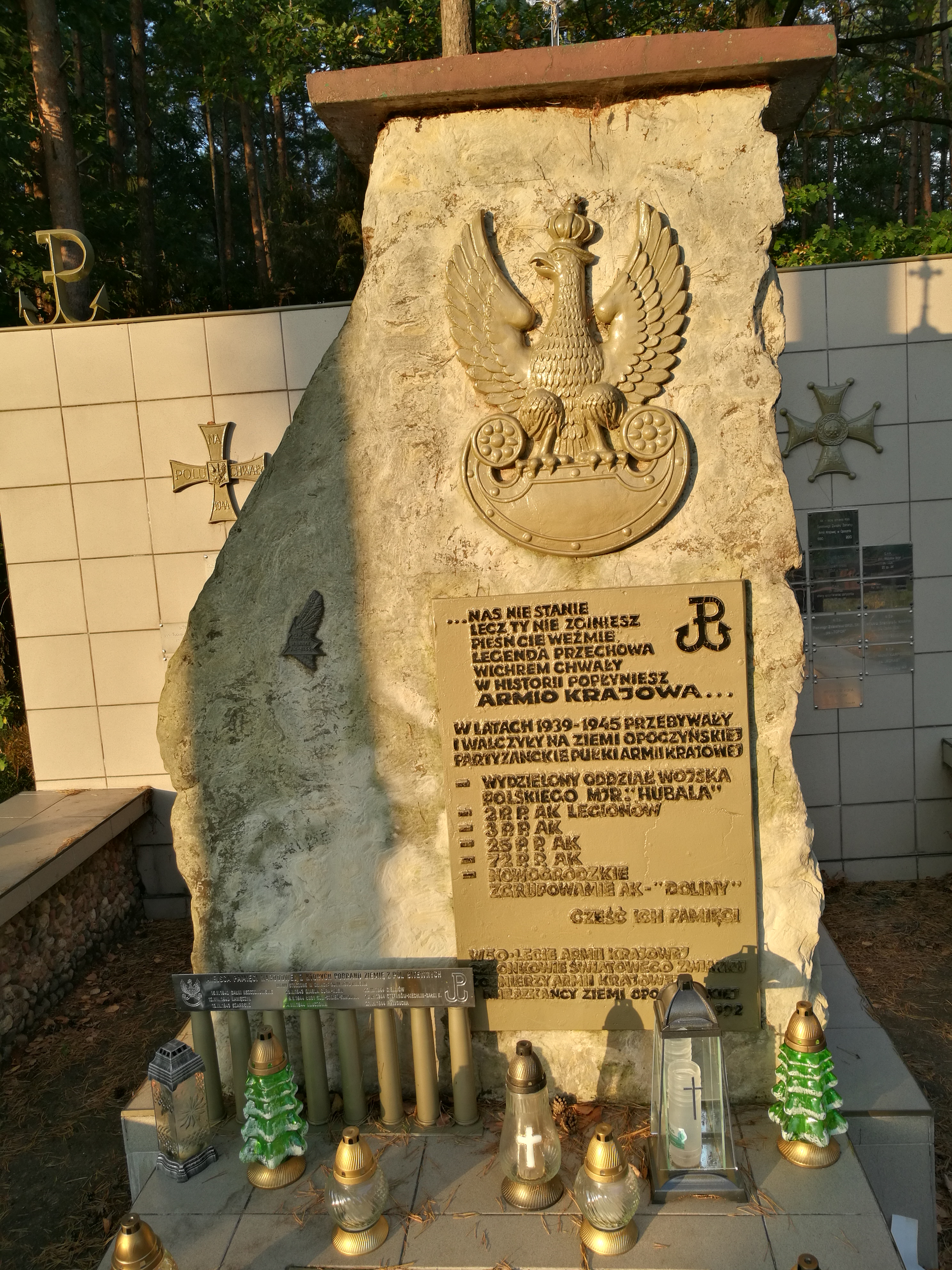
Pionowa płyta
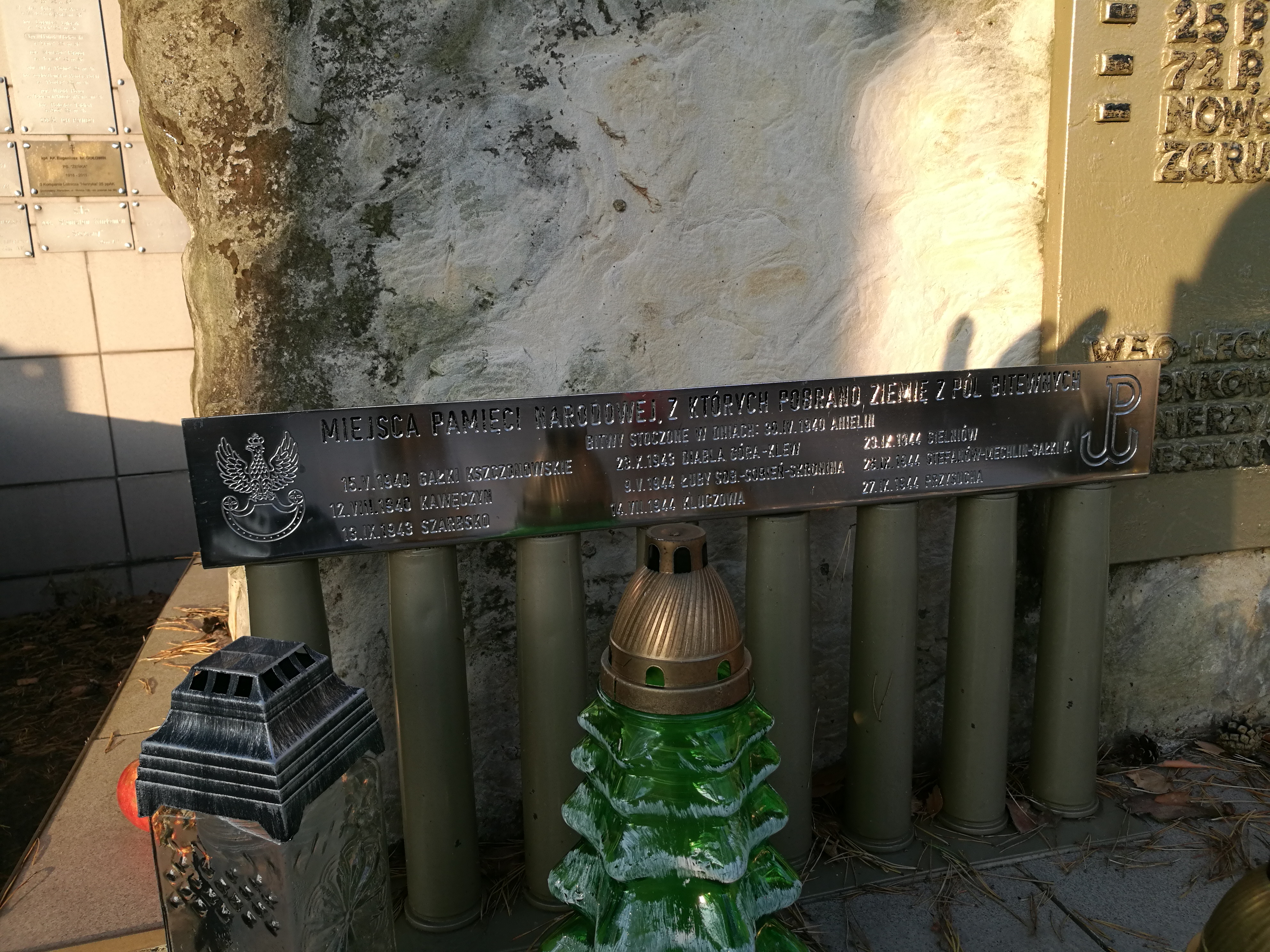
Urny z ziemią z pól bitewnych
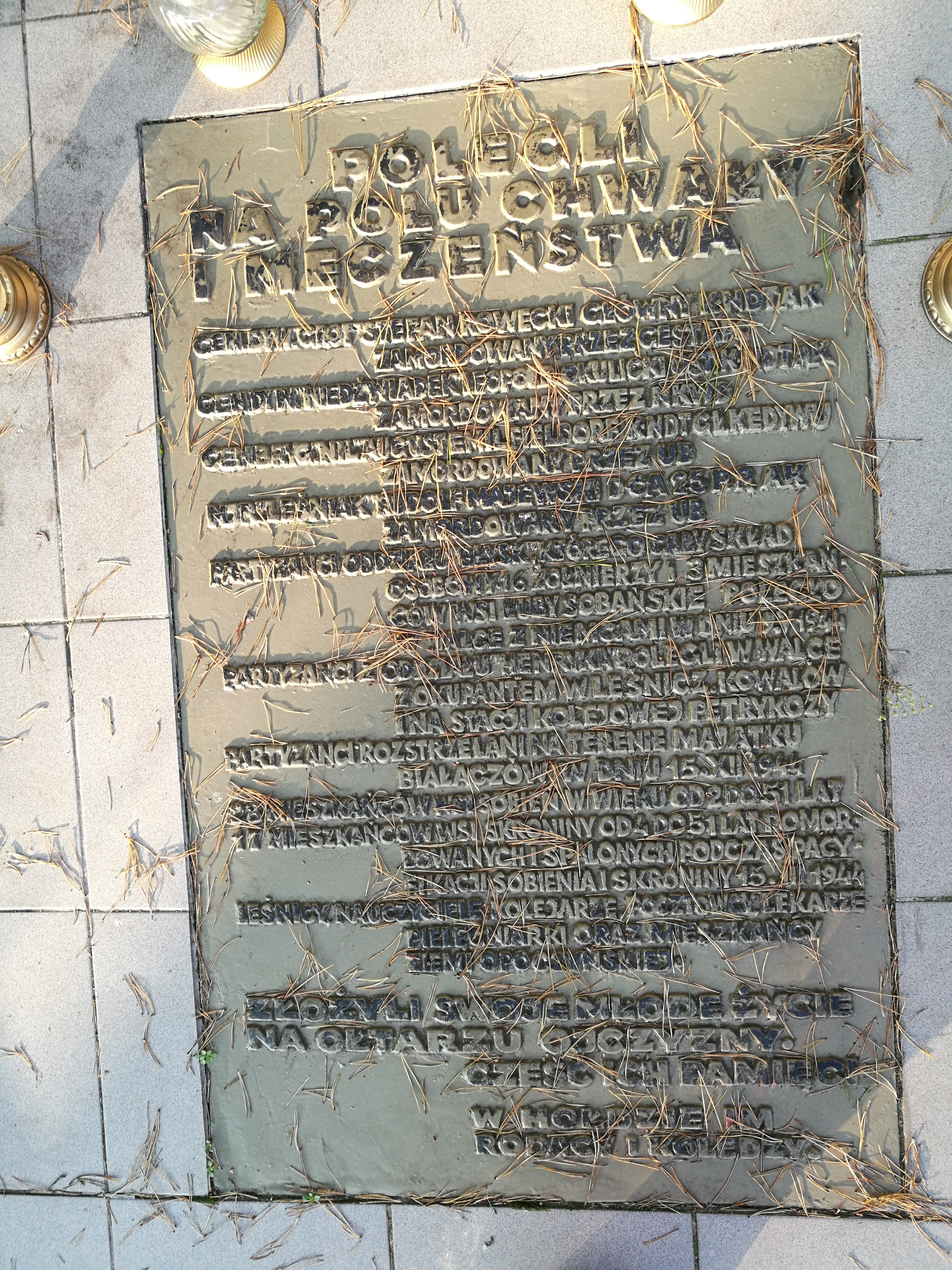
Pozioma płyta